# Апотропејон
Апотропејон је предмет који, према народном веровању, може имати заштитну функцију од злих бића. Посебно распрострањени апотропејони су крст, круг, метални предмет, обредни хлеб, делови одеће, камен, секира, свећа, корито с водом, чешаљ...
Универзални апотропејон у српској и општој хришћанској традицији је крст, који се користи у циљу заштите од демона, болести, непогода и других негативних утицаја. Чува кућу и укућане, а када се појави демонско приказање, треба се прекрстити и оно ће нестати. 
Посебна заштитна својства имао је и круг, којим се обележавају границе преко којих зле силе не могу да пређу. 
Сматрало се да посебну моћ имају гвоздени предмети, превасходно они у вези са огњиштем (вериге) и гвоздени ватраљ који штити од порођајних демона.
Својства апотропејна приписују се и секири, која је по Чајкановићу, некада имала улогу једне врсте „фетиша“ код Срба (када пада град, износи се у двориште, њоме се пресеца пут вештици и вампиру, а користила се и у ритуалима у вези с рођењем).
Постоје и многобројне радње везане за апотропејон (нпр. у свадбеним церемонијама), ради заштите од злих утицаја различитих врста.